# Ctenichneumon syphax
Ctenichneumon syphax là một loài tò vò trong họ Ichneumonidae.